# Križeča vas
Križeča vas este o localitate din comuna Poljčane, Slovenia, cu o populație de 88 de locuitori.